# Stugun
Stugun – miejscowość (tätort) w Szwecji, w regionie administracyjnym (län) Jämtland, w gminie Ragunda.
Według danych Szwedzkiego Urzędu Statystycznego liczba ludności wyniosła: 599 (31 grudnia 2015), 597 (31 grudnia 2018) i 598 (31 grudnia 2019).